# Kriegslokomotive

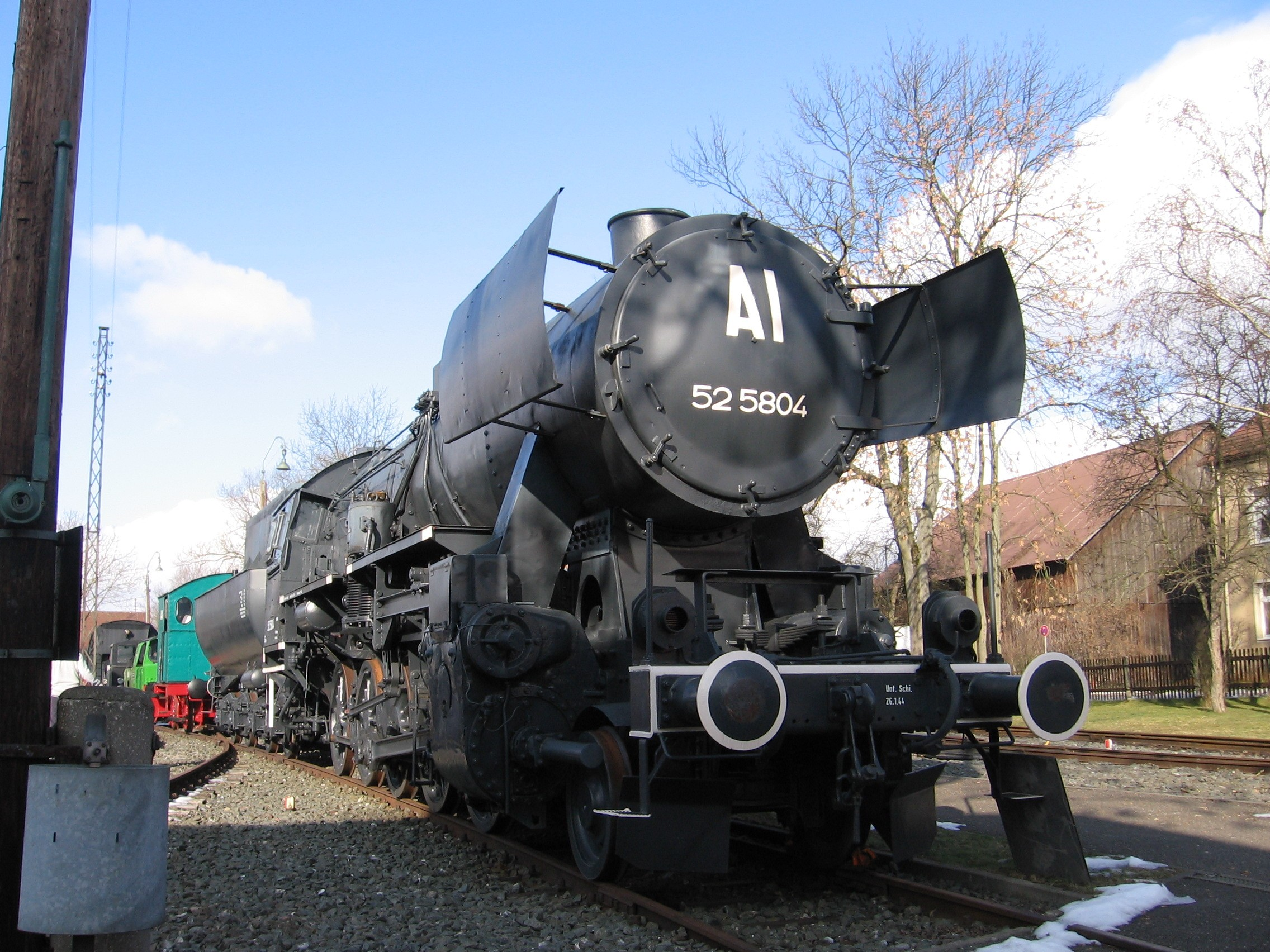
DRB Class 52, la plus connue des Kriegslokomotives

Les Kriegslokomotiven ou locomotives de guerre ont été produites en grand nombre en Allemagne au cours de la Seconde Guerre mondiale, puis jusqu'en 1949 dans les zones d'occupation britannique, américaine et française. Leur construction avait été adaptée aux conditions difficiles de cette époque, avec la pénurie de matériaux, la nécessité de transporter de grandes quantités de marchandises pour la logistique militaire, les conditions difficiles de la maintenance, les conditions météorologiques extrêmes. La nécessité de production de masse rapide et bon marché conduisait parfois à des consommations de carburant relativement élevées. 

## Construction
La production industrielle des locomotives de guerre a été organisée par Gerhard Degenkolb, un nazi fanatique directeur de la société Demag, aussi impliqué dans la production des missiles V2.
D'un point de vue technique, les Kriegslokomotiven sont des versions simplifiées de la Br 50. elles ont été conçues de manière à permettre des économies de matières premières et de main d’œuvre. L'utilisation de matériaux importés (notamment le cuivre) et de matériaux dit stratégiques a été évitée. Par exemple, les moteurs et transformateurs des locomotives électriques allemandes étaient câblés avec de l'aluminium et non pas du cuivre. Les chaudières des locomotives à vapeur étaient équipées de chaudière en acier, d'où leur nom Heimstofflok (locomotive maison).

## Utilisation
L'utilisation de Kriegslokomotiven électriques n'était possible que sur un réseau avec une infrastructure nécessaire de production et distribution de courant. Les Kriegslokomotiven à vapeur étaient donc préférées car moins dépendantes de l'environnement technique ferroviaire.
Cette machine à vapeur a été au départ conçue pour le trafic marchandises et, du fait de la conquête allemande de l'Europe, a été utilisée dans la majorité des pays occupée par le Reich, durant toute la période de la guerre froide, voire jusqu'en 1992 en Pologne. Elle a aussi été utilisée pour le trafic voyageurs sur les trains express et les lignes d'intérêt local ou régional.

## Modernisation et retrait du service
Dans les années 1950, la DR a modifié un certain nombre de machines de la série 52, les transformant en locomotives reconstruites (de), aux performances améliorées. Ces machines ont été renumérotées dans la série 52.80 (de) et ont été retirées du service en 1990.
Ces locomotives ont été retirées progressivement du service dans les années 1970 en France, Italie, République Fédérale, Autriche. Elles ont été retirées du service en RDA et dans les pays du bloc de l'Est dans les années 1980. Leur utilisation a été prolongée jusqu'en 1992 en Pologne.

## Classification
Les locomotives de guerre  (Kriegslokomotiven) ont fait l'objet de deux classifications: l'une fondée sur le système normal en temps de paix et une autre spécifique au temps de guerre. Ainsi, les locomotives à vapeur ont reçu une classification KDL (Kriegsdampflokomotive = locomotive à vapeur de guerre) en plus de leur classification civile DRG (Deutsche Reichsbahn-Gesellschaft = Chemins de fer du Reich allemand). De même, les locomotives diesels ont reçu une classification KML (Kriegsmotorlokomotive = locomotive diesel de guerre) et les locomotives électriques une classification KEL (Kriegselektrolokomotive = locomotive électrique de guerre). En plus de la DRG, les forces armées allemandes avaient leurs propres classifications de locomotives : HF (Heeresfeldbahnlokomotive = locomotive de l'armée) et WR (Wehrmachtslokomotive = locomotive de la Wehrmacht).

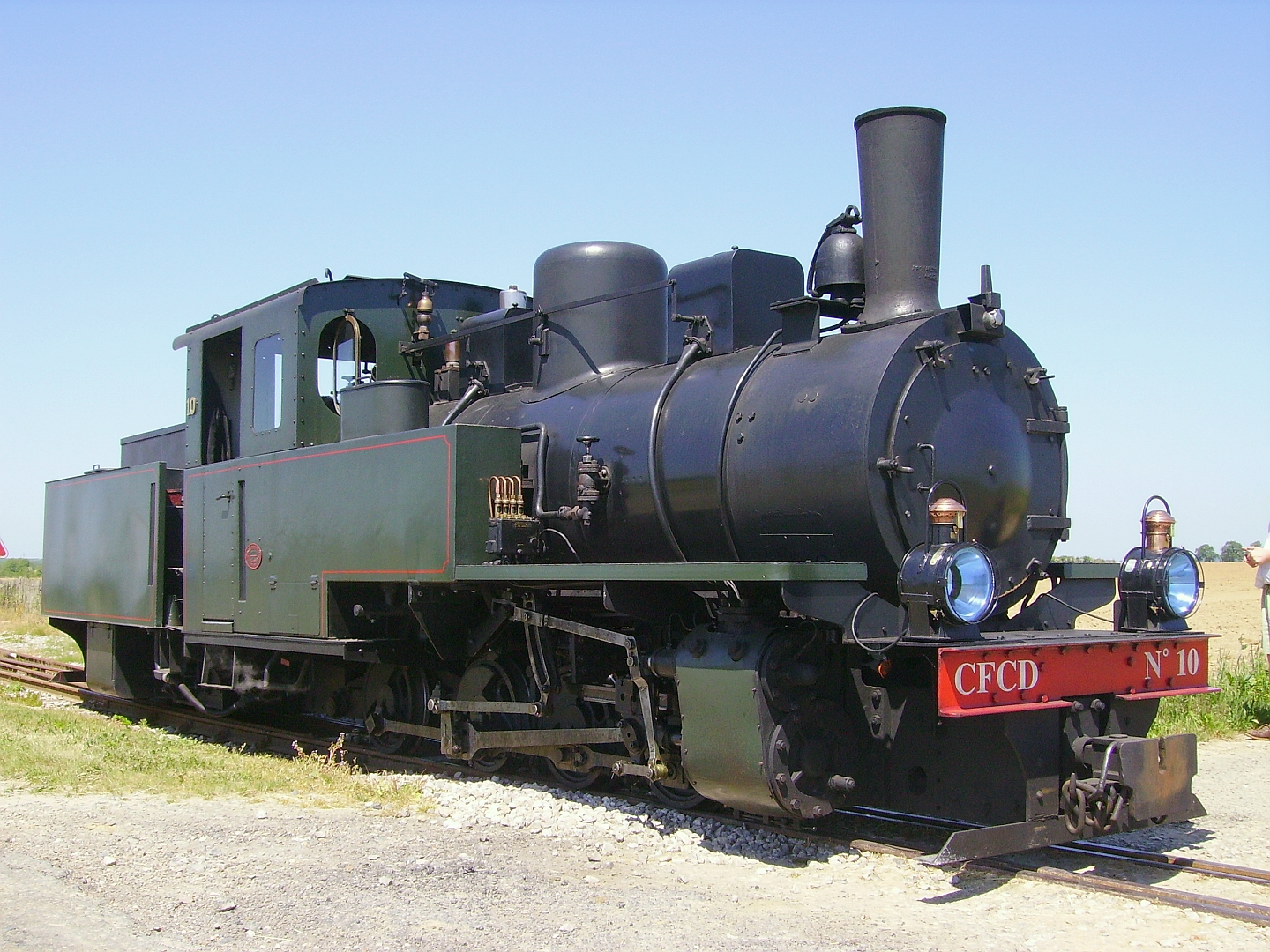
Une locomotive de guerre(Kriegslokomotive) type KDL 11 à voie étroite préservée dans la Somme.

Voici les principales classifications de Kriegslokomotiven :
- Locomotive à vapeur :
  - DRB série 52 (KDL 1)
  - DRB série 53 (KDL 2) - inachevée.
  - DRG série 42 (KDL 3)
  - Locomotive industrielle à tender et 5 essieux couplés (Et) (KDL 5)
  - Locomotive industrielle à tender et 4 essieux couplés (KDL 6)
  - Locomotive industrielle à tender et 3 essieux couplés (KDL 7)
  - Locomotive industrielle à tender et 2 essieux couplés (KDL 8)
  - Locomotive industrielle à tender et 3 essieux couplés; voie de 900 mm (KDL 9)
  - Locomotive industrielle à tender et 4 essieux couplés; voie de 900 mm (KDL 10)
  - HF série 160 D (KDL 11)
  - HF série 70 C (KDL 12)
  - Henschel locomotive de type de construction "Riesa", version austère, (KDL 13)

- Locomotive Diesel : 
  - WR série 360 14 C (KML 1)
  - WR série D311 - 2 ont été utilisés sur les canons ferroviaires à 80 cm d'écartement. Ont servi aussi de bases de développement pour des modèles d'après-guerre[1].
  - DRG Köf II (KML 2)
  - HF série C 130 KML (3)
  - HF série 50 B (KML 4)
  - O & K MD 2 (KML 5)
  - (KML 6, KML 7)

- Locomotive électrique : 
  - DRG E 44 (KEL 1)
  - DRG E 94 (KEL 2)